# Radomierzyce (Lusace)
Pour les articles homonymes, voir Radomierzyce.
Radomierzyce est un village du district de Zgorzelec, dans le powiat de Zgorzelec de la voïvodie de Basse-Silésie, dans le sud-ouest de la Pologne, près de la frontière allemande. La localité appartient à la région historique de Lusace, à environ 10 km au sud de Zgorzelec et 146 km à l'ouest de Wrocław.

## Galerie

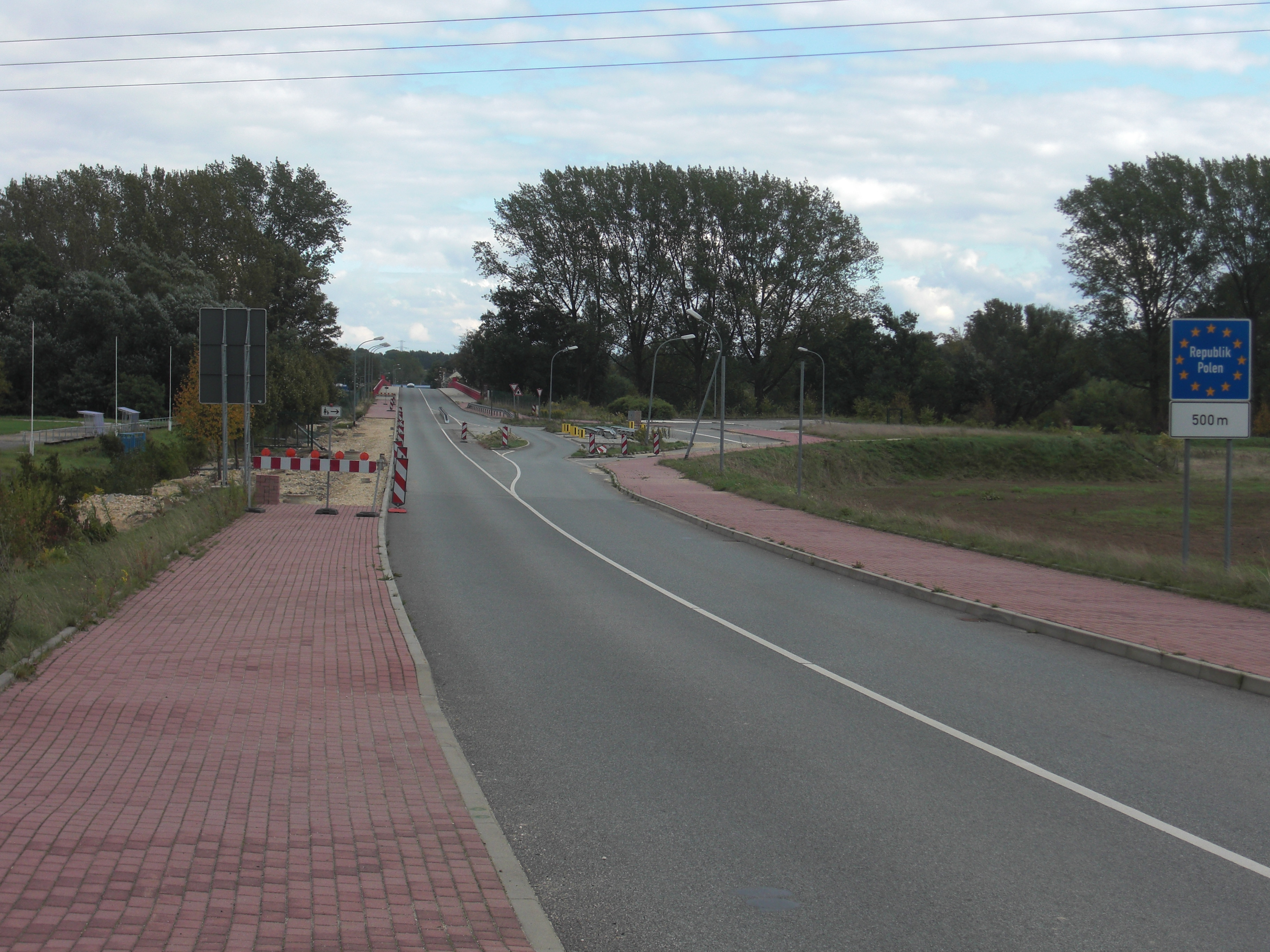
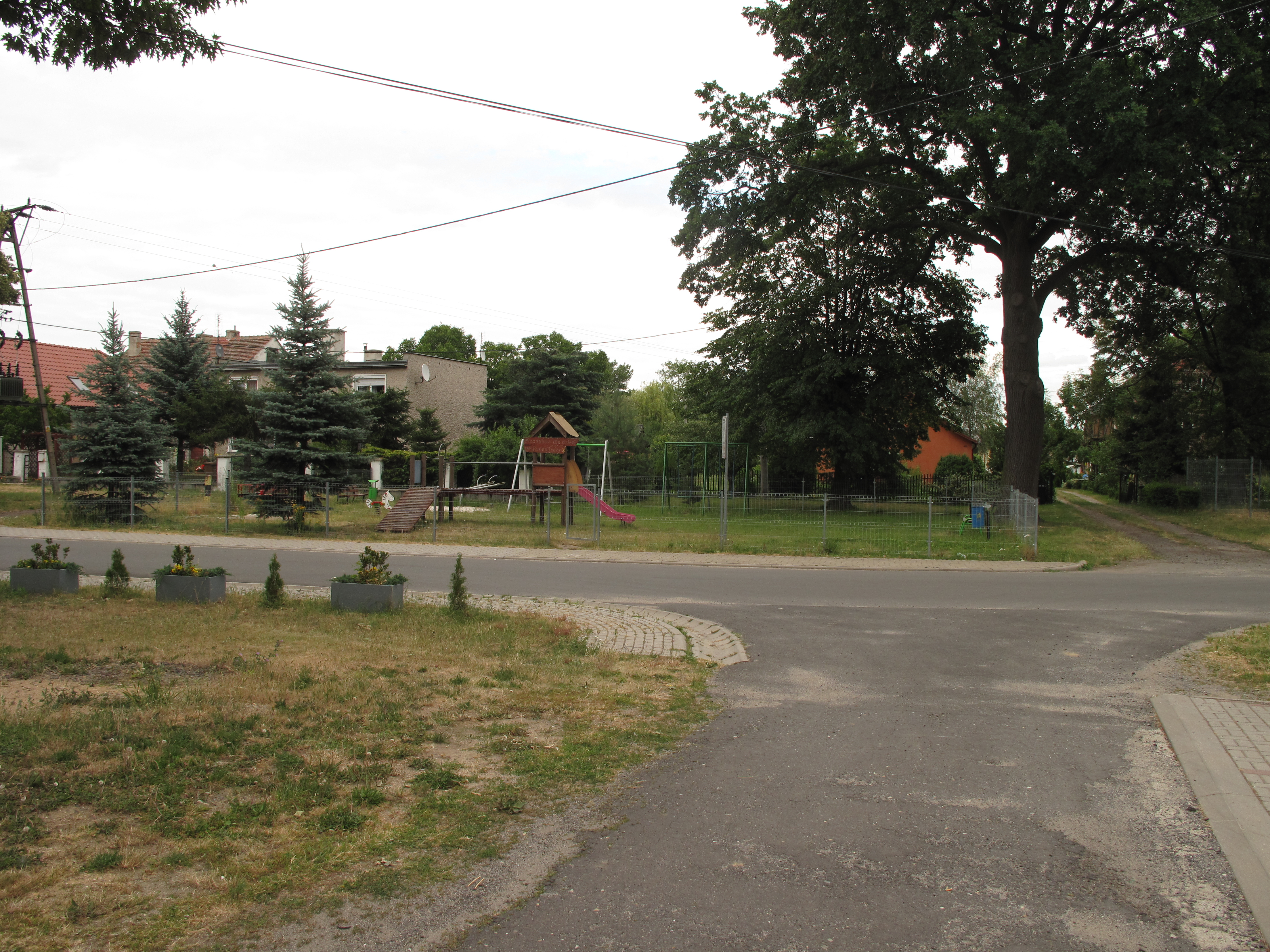
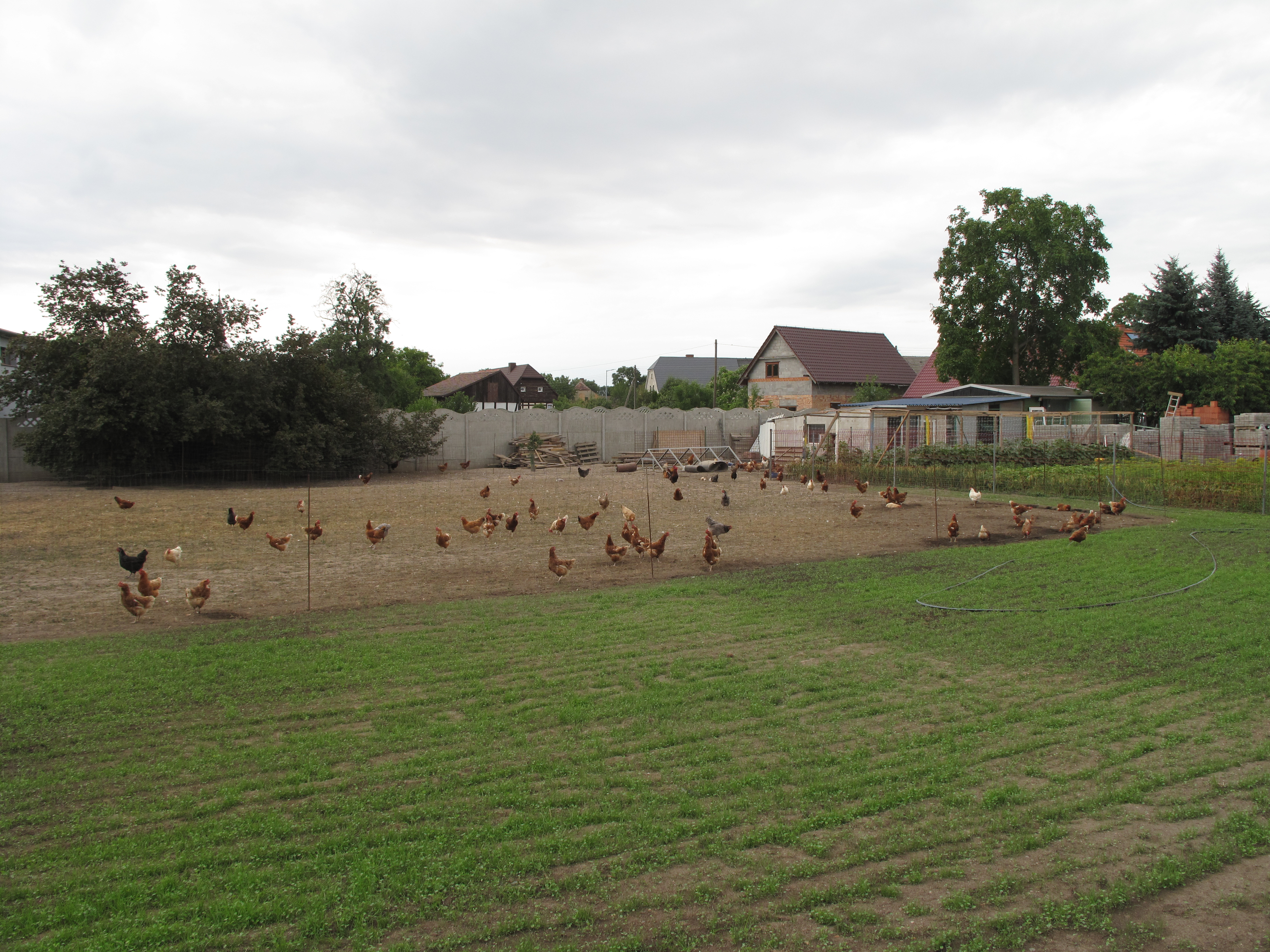
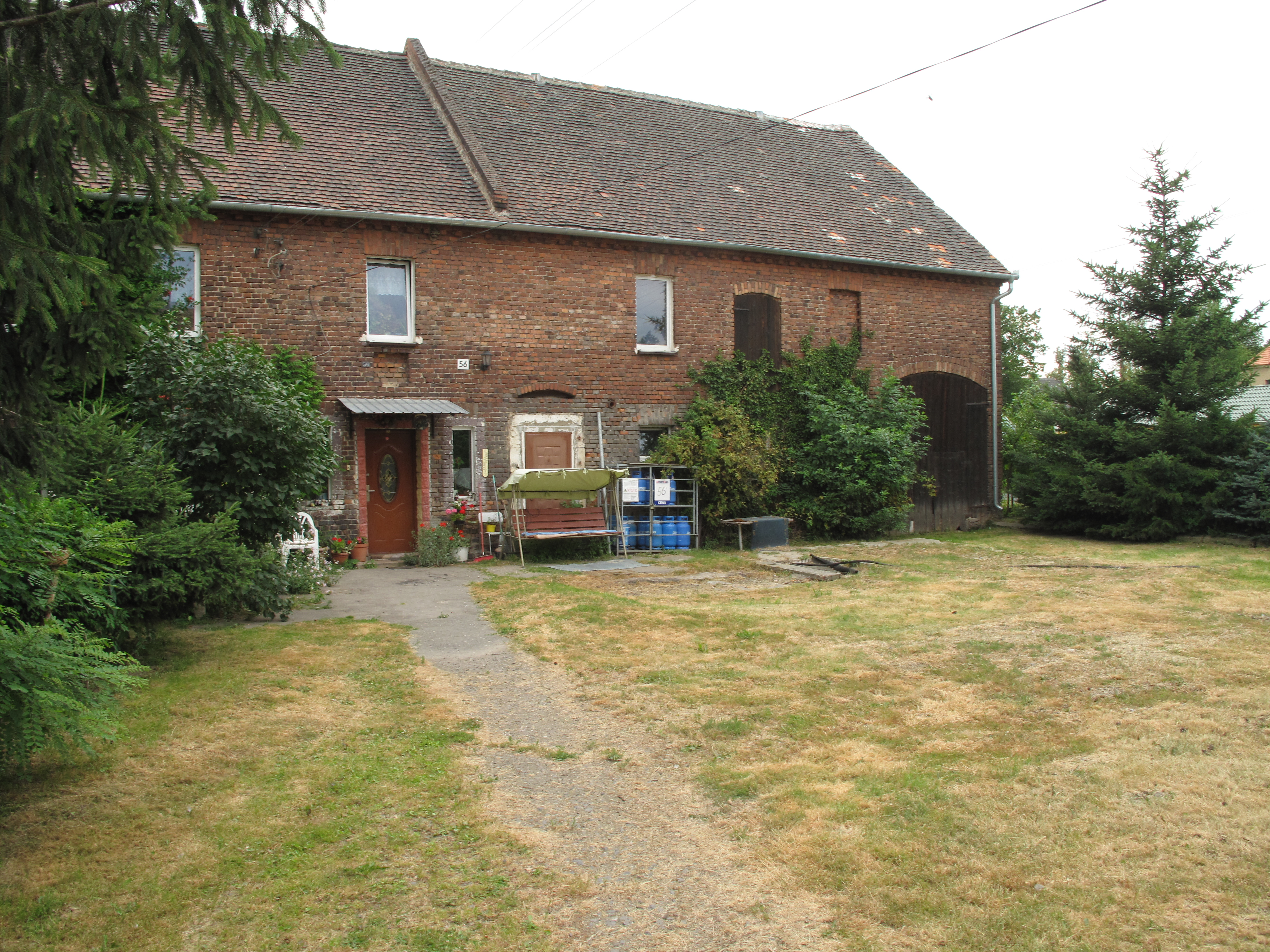
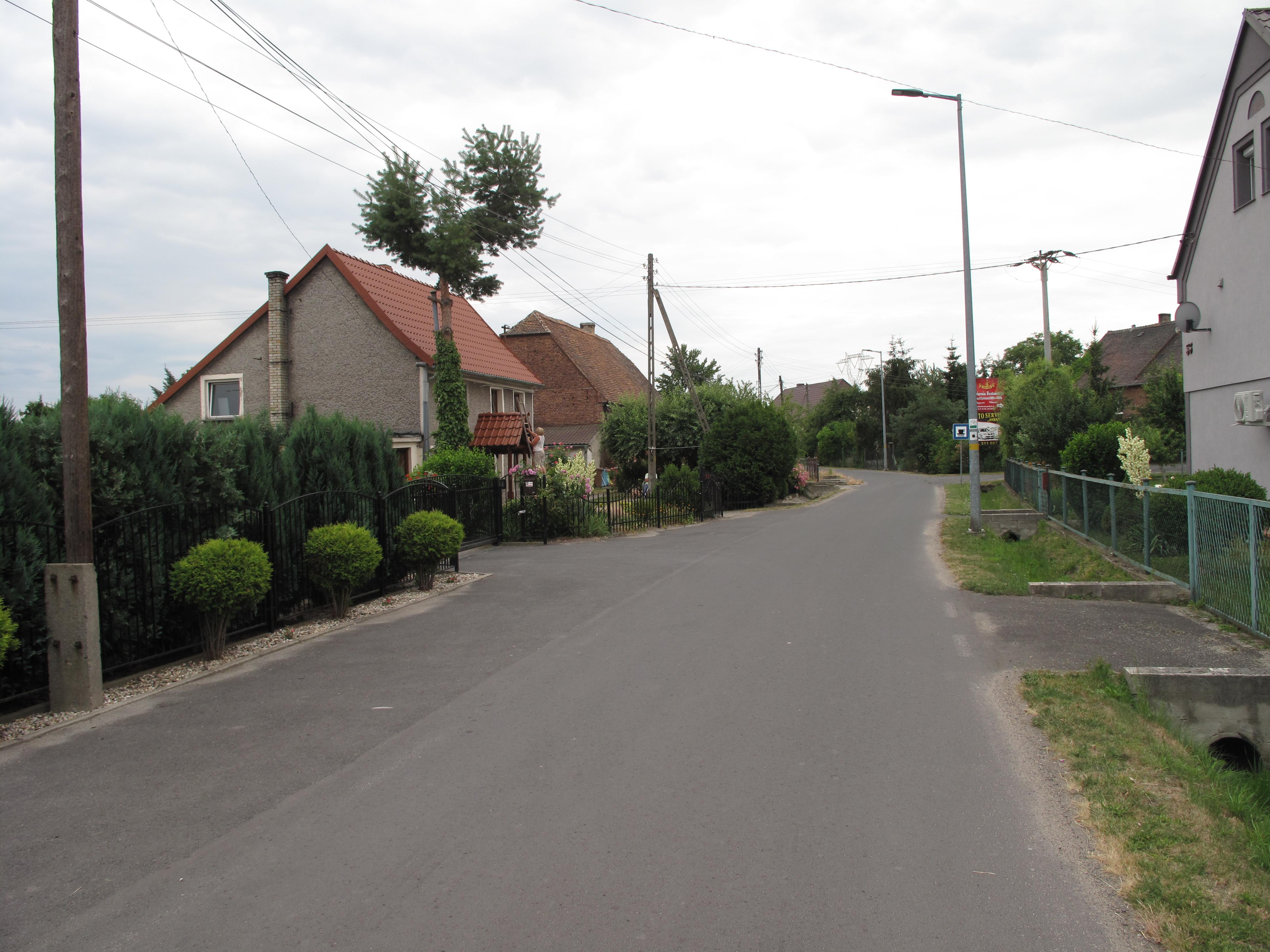
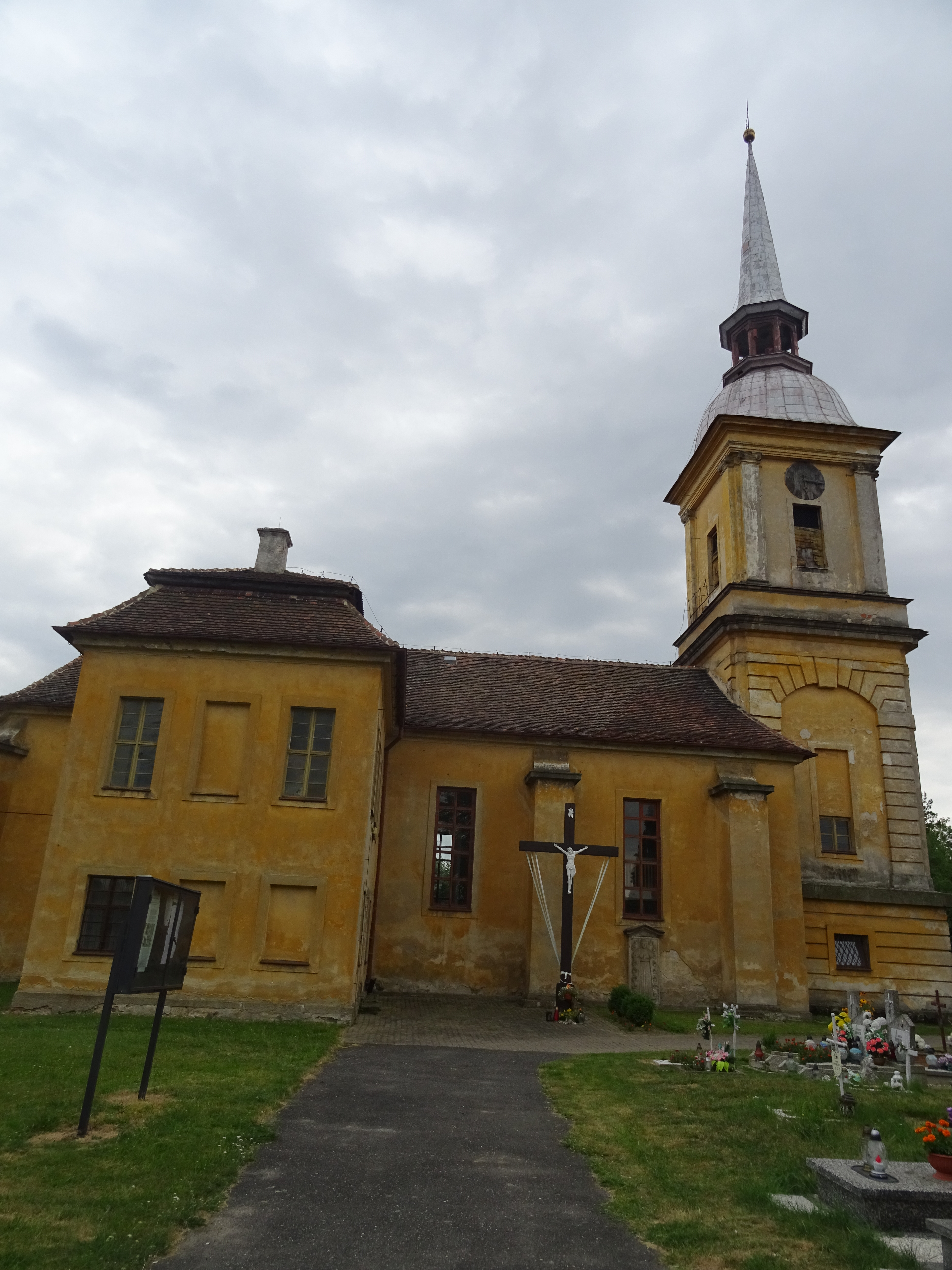

## Histoire
De 1816 à 1945, Radmeritz fait partie de l'arrondissement de Görlitz dans le district de Liegnitz au sein de la province de Silésie.